# Tyskland i olympiska sommarspelen 2004
Tyskland i olympiska sommarspelen 2004 bestod av 441 idrottare som blivit uttagna av Tysklands olympiska kommitté.

## Badminton
| Idrottare                     | Gren        | Sextondelsfinaler                            | Åttondelsfinaler                           | Kvartsfinaler        | Semifinaler          | Final                | Final            |
| Idrottare                     | Gren        | Motståndare Resultat                         | Motståndare Resultat                       | Motståndare Resultat | Motståndare Resultat | Motståndare Resultat | Placering        |
| ----------------------------- | ----------- | -------------------------------------------- | ------------------------------------------ | -------------------- | -------------------- | -------------------- | ---------------- |
| Björn Siegemund Nicol Pitro   | Mixeddubbel | Denney/Wilson-Smith (AUS) W 15-5, 8-15, 15-4 | Robertson/Emms (GBR) L 11-15, 4-15         | Gick inte vidare     | Gick inte vidare     | Gick inte vidare     | Gick inte vidare |
| Juliane Schenk                | Damsingel   | Hallam (GBR) L 7-11, 11-6, 9-11              | Gick inte vidare                           | Gick inte vidare     | Gick inte vidare     | Gick inte vidare     | Gick inte vidare |
| Xu Huaiwen                    | Damsingel   | Zhou (CHN) L 11-9, 5-11, 2-11                | Gick inte vidare                           | Gick inte vidare     | Gick inte vidare     | Gick inte vidare     | Gick inte vidare |
| Nicole Grether Juliane Schenk | Damdubbel   | Edwards/Botts (RSA) W 15-0, 15-0             | Jørgensen/Olsen (DEN) L 12-15, 17-16, 5-15 | Gick inte vidare     | Gick inte vidare     | Gick inte vidare     | Gick inte vidare |
| Björn Joppien                 | Herrsingel  | Salo (FIN) W 14-17, 15-7, 15-11              | Susilo (SIN) L 11-15, 6-15                 | Gick inte vidare     | Gick inte vidare     | Gick inte vidare     | Gick inte vidare |

## Bordtennis
| Idrottare                       | Gren       | Omgång 1             | Omgång 2                     | Omgång 3                | Omgång 4             | Kvartsfinaler        | Semifinaler          | Final                |                  |
| Idrottare                       | Gren       | Motståndare Resultat | Motståndare Resultat         | Motståndare Resultat    | Motståndare Resultat | Motståndare Resultat | Motståndare Resultat | Motståndare Resultat |                  |
| ------------------------------- | ---------- | -------------------- | ---------------------------- | ----------------------- | -------------------- | -------------------- | -------------------- | -------------------- | ---------------- |
| Jie Schopp                      | Damsingel  | BYE                  | Stefanova (ITA) W 4-1        | Umemura (JPN) L 2-4     | Gick inte vidare     | Gick inte vidare     | Gick inte vidare     | Gick inte vidare     | Gick inte vidare |
| Nicole Struse                   | Damsingel  | BYE                  | Komwong (THA) L 1-4          | Gick inte vidare        | Gick inte vidare     | Gick inte vidare     | Gick inte vidare     | Gick inte vidare     | Gick inte vidare |
| Elke Wosik                      | Damsingel  | BYE                  | Lay (AUS) W 4-2              | Niu (CHN) L 3-4         | Gick inte vidare     | Gick inte vidare     | Gick inte vidare     | Gick inte vidare     | Gick inte vidare |
| Nicole Struse Elke Wosik        | Damdubbel  | i.u.                 | BYE                          | Li C/Li K (NZL) L 1-4   | Gick inte vidare     | Gick inte vidare     | Gick inte vidare     | Gick inte vidare     | Gick inte vidare |
| Timo Boll                       | Herrsingel | BYE                  | BYE                          | Chila (FRA) W 4-1       | Schlager (AUT) W 4-3 | Waldner (SWE) L 1-4  | Gick inte vidare     | Gick inte vidare     | Gick inte vidare |
| Jörg Roßkopf                    | Herrsingel | BYE                  | Krzeszewski (POL) W 4-1      | Wang (CHN) L 1-4        | Gick inte vidare     | Gick inte vidare     | Gick inte vidare     | Gick inte vidare     | Gick inte vidare |
| Torben Wosik                    | Herrsingel | Gueye (SEN) W 4-0    | Keen (NED) L 3-4             | Gick inte vidare        | Gick inte vidare     | Gick inte vidare     | Gick inte vidare     | Gick inte vidare     | Gick inte vidare |
| Timo Boll Zoltan Fejer-Konnerth | Herrdubbel | i.u.                 | BYE                          | Arai/Yuzawa (JPN) W 4-0 | Lee/Ryu (KOR) L 0-4  | Gick inte vidare     | Gick inte vidare     | Gick inte vidare     | Gick inte vidare |
| Lars Hielscher Jörg Roßkopf     | Herrdubbel | i.u.                 | Hanashiro/Hoyama (BRA) W 4-2 | Joo/Oh (KOR) L 1-4      | Gick inte vidare     | Gick inte vidare     | Gick inte vidare     | Gick inte vidare     | Gick inte vidare |

## Boxning
| Idrottare           | Gren          | Sextondelsfinaler     | Åttondelsfinaler         | Kvartsfinaler            | Semifinaler                   | Final                | Final            |
| Idrottare           | Gren          | Motståndare Resultat  | Motståndare Resultat     | Motståndare Resultat     | Motståndare Resultat          | Motståndare Resultat | Placering        |
| ------------------- | ------------- | --------------------- | ------------------------ | ------------------------ | ----------------------------- | -------------------- | ---------------- |
| Rustamhodza Rahimov | Flugvikt      | BYE                   | Escandon (COL) W 25-15   | Ambunda (NAM) W 28-15    | Gamboa Toledano (CUB) L 11-20 | Gick inte vidare     | =                |
| Vitali Tajbert      | Fjädervikt    | Brizuela (ARG) W RSC  | Djelkhir (FRA) W 40-26   | Franco (CUB) W PTS 34-26 | Kim (PRK) L 24-29             | Gick inte vidare     | =                |
| Lukas Wilaschek     | Mellanvikt    | Pittman (AUS) W 24-23 | Mashkin (UKR) L 24-34    | Gick inte vidare         | Gick inte vidare              | Gick inte vidare     | Gick inte vidare |
| Sebastian Köber     | Supertungvikt | BYE                   | Dildabekov (KAZ) L 18-28 | Gick inte vidare         | Gick inte vidare              | Gick inte vidare     | Gick inte vidare |

## Brottning
Herrarnas fristil
| Davyd Bichinashvili | 84 kg  | Pool 4 Cobb (GUM) W 10-0 Romero (CUB) L 0-3     | 2 | Gick inte vidare | Gick inte vidare | Gick inte vidare | Gick inte vidare |
| Sven Thiele         | 120 kg | Pool 4 Chintoan (ROU) W 4-0 Polatçı (TUR) L 1-5 | 2 | Gick inte vidare | Gick inte vidare | Gick inte vidare | Gick inte vidare |

Damernas fristil
| Brigitte Wagner | 48 kg | Pool 4 Icho (JPN) L TO Belisle (CAN) W 4-3      | 2 | 5-8, semifinal Enkhjargal (MGL) W TO | 5-6, final Oorzhak (RUS) L 1-3  | 6                |
| Stéphanie Groß  | 63 kg | Pool 1 Zygouri (GRE) L 1-4 Eriksson (SWE) W 3-0 | 2 | 5-8, semifinal Yanik (CAN) L 4-1     | Gick inte vidare                | Gick inte vidare |
| Anita Schätzle  | 72 kg | Pool 1 Gastl (AUT) W 4-1 Manyurova (RUS) L TO   | 2 | 5-8, semifinal Vryoni (GRE) W TO     | 5-6, final Nordhagen (CAN) L PA | 6                |

Grekisk-romersk
| Jurij Kohl           | 60 kg | Pool 6 Ai (CHN) L 2-3 Shevtsov (RUS) L 0-7                                | 3 | Gick inte vidare | Gick inte vidare | Gick inte vidare | Gick inte vidare |
| Jannis Zamanduridis  | 66 kg | Pool 6 Manukyan (KAZ) L 2-3 Wood (USA) W 5-2 Arkoudeas (GRE) L 2-3        | 3 | Gick inte vidare | Gick inte vidare | Gick inte vidare | Gick inte vidare |
| Konstantin Schneider | 74 kg | Pool 5 Babulfath (SWE) W 4-0 Shatskykh (UKR) W TO Samurgashev (RUS) L 3-8 | 2 | Gick inte vidare | Gick inte vidare | Gick inte vidare | Gick inte vidare |
| Mirko Englich        | 96 kg | Pool 2 Nozadze (GEO) L 1-3 Saldadze (UKR) W 3-1                           | 2 | Gick inte vidare | Gick inte vidare | Gick inte vidare | Gick inte vidare |

## Bågskytte
Herrar
| Idrottare           | Gren         | Rankningsomgång | Rankningsomgång | 32-delsfinaler                 | Sextondelsfinaler       | Åttondelsfinaler     | Kvartsfinaler        | Semifinaler          | Final                | Final            |
| Idrottare           | Gren         | Poäng           | Seed            | Motståndare Resultat           | Motståndare Resultat    | Motståndare Resultat | Motståndare Resultat | Motståndare Resultat | Motståndare Resultat | Placering        |
| ------------------- | ------------ | --------------- | --------------- | ------------------------------ | ----------------------- | -------------------- | -------------------- | -------------------- | -------------------- | ---------------- |
| Michael Frankenberg | Individuellt | 657             | 21              | Nevmerzhitskiy (RUS) W 140-135 | Cuddihy (AUS) L 163-164 | Gick inte vidare     | Gick inte vidare     | Gick inte vidare     | Gick inte vidare     | Gick inte vidare |

Damer
| Idrottare                                | Gren         | Rankningsomgång | Rankningsomgång | 32-delsfinaler               | Sextondelsfinaler            | Åttondelsfinaler     | Kvartsfinaler              | Semifinaler          | Final                | Final            |
| Idrottare                                | Gren         | Poäng           | Seed            | Motståndare Resultat         | Motståndare Resultat         | Motståndare Resultat | Motståndare Resultat       | Motståndare Resultat | Motståndare Resultat | Placering        |
| ---------------------------------------- | ------------ | --------------- | --------------- | ---------------------------- | ---------------------------- | -------------------- | -------------------------- | -------------------- | -------------------- | ---------------- |
| Cornelia Pfohl                           | Individuellt | 638             | 18              | Beaudet (CAN) W 146-128      | Galinovskaya (RUS) L 156-158 | Gick inte vidare     | Gick inte vidare           | Gick inte vidare     | Gick inte vidare     | Gick inte vidare |
| Anja Hitzler                             | Individuellt | 632             | 23              | Gunay (TUR) W 163-152        | Wu (TPE) L 156-156 (8-9)     | Gick inte vidare     | Gick inte vidare           | Gick inte vidare     | Gick inte vidare     | Gick inte vidare |
| Wiebke Nulle                             | Individuellt | 620             | 40              | Satir (TUR) L 135-135 (7-10) | Gick inte vidare             | Gick inte vidare     | Gick inte vidare           | Gick inte vidare     | Gick inte vidare     | Gick inte vidare |
| Cornelia Pfohl Anja Hitzler Wiebke Nulle | Lagtävling   | 1890            | 6               | i.u.                         | i.u.                         | Ryssland W 238-234   | Kinesiska Taipei L 230-233 | Gick inte vidare     | Gick inte vidare     | Gick inte vidare |

## Cykling

### Mountainbike
| Idrottare       | Gren                  | Tid     | Placering |
| --------------- | --------------------- | ------- | --------- |
| Ivonne Kraft    | Damernas terränglopp  | 2:05:18 | 7         |
| Sabine Spitz    | Damernas terränglopp  | 1:45:11 | 3         |
| Carsten Bresser | Herrarnas terränglopp | 2:25:09 | 20        |
| Lado Fumic      | Herrarnas terränglopp | DNF     | x         |
| Manuel Fumic    | Herrarnas terränglopp | 2:20:29 | 8         |

### Landsväg
Herrar
| Idrottare      | Gren                | Tid      | Placering |
| -------------- | ------------------- | -------- | --------- |
| Andreas Klöden | Herrarnas linjelopp | DNF      | x         |
| Michael Rich   | Herrarnas linjelopp | DNF      | x         |
| Jan Ullrich    | Herrarnas linjelopp | 5:41:56  | 19        |
| Jens Voigt     | Herrarnas linjelopp | 5:50:35  | 64        |
| Erik Zabel     | Herrarnas linjelopp | 5:41:56  | 4         |
| Michael Rich   | Herrarnas tempolopp | 58:09.46 | 5         |
| Jan Ullrich    | Herrarnas tempolopp | 59:02.04 | 7         |

Damer
| Idrottare      | Gren               | Tid      | Placering |
| -------------- | ------------------ | -------- | --------- |
| Judith Arndt   | Damernas linjelopp | 3:24:31  | 2         |
| Angela Brodtka | Damernas linjelopp | DNF      | x         |
| Trixi Worrack  | Damernas linjelopp | 3:25:42  | 25        |
| Judith Arndt   | Damernas tempolopp | 32:46.94 | 11        |
| Trixi Worrack  | Damernas tempolopp | 33:05.72 | 15        |

### Bana
Keirin
| Jens Fiedler | Herrarnas keirin | Omgång 1 7 Återkval 2 Q | Omgång 1 7 Återkval 2 Q | Omgång 2 4 | Omgång 2 4 | 7-12-final 2 | 8 |

Tempolopp
| Cyklist           | Gren                | Kval     | Kval      | Matchomgång | Matchomgång | Final    | Final     |
| Cyklist           | Gren                | Resultat | Placering | Resultat    | Placering   | Resultat | Placering |
| ----------------- | ------------------- | -------- | --------- | ----------- | ----------- | -------- | --------- |
| Carsten Bergemann | Herrarnas tempolopp | i.u.     | i.u.      | i.u.        | i.u.        | 1:02.551 | 8         |
| Stefan Nimke      | Herrarnas tempolopp | i.u.     | i.u.      | i.u.        | i.u.        | 1:01.186 | 3         |
| Guido Fulst       |                     |          |           |             |             |          |           |
| Katrin Meinke     | Damernas tempolopp  | i.u.     | i.u.      | i.u.        | i.u.        | 35.088   | 11        |

Sprint
| Katrin Meinke                        | Damernas sprint        | 11.655 61.776 km/h 11 Q | Tsylinskaya (BLR) L | Hijgenaar (NED) Pendleton (GBR) 1 Q | Meares (AUS) L 0-2 | Did not advance         | 5-8 klassificering Tsylinskaya (BLR) Krupeckaitė (LTU) Larreal (VEN) 2 | 6                          |                   |                  |      |      |      |          |   |
| Stefan Nimke                         | Herrarnas sprint       | 11.338 63.503 km/h 19 Q | Bayley (AUS) L      | Forde (BAR) Kwiatkowski (POL) 3     | Gick inte vidare   | Gick inte vidare        | Gick inte vidare                                                       | Gick inte vidare           | Gick inte vidare  | Gick inte vidare |      |      |      |          |   |
| René Wolff                           | 10.230 70.381 km/h 3 Q | Yang (KOR) W            | BYE                 | Forde (BAR) W                       | BYE                | Zieliński (POL) W 2-0   | Bos (NED) L 0-2                                                        | Bronslopp Gané (FRA) W 2-0 | 3                 |                  |      |      |      |          |   |
| Jens Fiedler Stefan Nimke René Wolff | Herrarnas lagsprint    | 44.251                  | 2 Q                 | 43.955                              | 1                  | Gold Medal Final 43.980 | 1                                                                      | Robert Bartko Guido Fulst  | Herrarnas Madison | i.u.             | i.u. | i.u. | i.u. | 9 Points | 4 |

Poänglopp
| Herrarnas poänglopp | i.u.         | i.u.         | i.u.         | i.u.         | 3 Extravarv 79 poäng | 3 |
| René Wolff          | Omgång 1 1 Q | Omgång 1 1 Q | Omgång 2 2 Q | Omgång 2 2 Q | Final REL            | 5 |
| Damernas poänglopp  | i.u.         | i.u.         | i.u.         | i.u.         | 5 poäng              | 9 |

Förföljelse
| Idrottare                                                  | Gren                     | Kval     | Kval      | Första omgången  | Första omgången  | Final              | Final            |
| Idrottare                                                  | Gren                     | Tid      | Placering | Motståndare Tid  | Placering        | Motståndare Tid    | Placering        |
| ---------------------------------------------------------- | ------------------------ | -------- | --------- | ---------------- | ---------------- | ------------------ | ---------------- |
| Robert Bartko                                              | Herrarnas förföljelse    | 4:18.991 | 6 Q       | 4:26.184         | 8                | Gick inte vidare   | Gick inte vidare |
| Christian Lademann                                         | Herrarnas förföljelse    | 4:26.760 | 11        | Gick inte vidare | Gick inte vidare | Gick inte vidare   | Gick inte vidare |
| Robert Bartko Guido Fulst Christian Lademann Leif Lampater | Herrarnas lagförföljelse | 4:05.823 | 4 Q       | 4:03.785         | 4                | Bronslopp 4:07.193 | 4                |

## Fotboll
Damer
| Nr          | Namn               | Klubb 2004             | Födelsedatum      | Ålder     | Spelade   | Mål       | Y         | Y/R       | R         |
| Målvakter   | Målvakter          | Målvakter              | Målvakter         | Målvakter | Målvakter | Målvakter | Målvakter | Målvakter | Målvakter |
| ----------- | ------------------ | ---------------------- | ----------------- | --------- | --------- | --------- | --------- | --------- | --------- |
| 1           | Silke Rottenberg   | FCR Duisburg           | 25 januari 1972   | 32        | 5         | 0         | 0         | 0         | 0         |
| 18          | Nadine Angerer     | 1. FFC Turbine Potsdam | 10 november 1978  | 25        | 0         | 0         | 0         | 0         | 0         |
| Försvarare  |                    |                        |                   |           |           |           |           |           |           |
| 4           | Steffi Jones       | 1. FFC Frankfurt       | 22 december 1972  | 31        | 5         | 1         | 0         | 0         | 0         |
| 13          | Sandra Minnert     | SC 07 Bad Neuenahr     | 7 april 1973      | 31        | 3         | 0         | 0         | 0         | 0         |
| 2           | Kerstin Stegeman   | FFC Heike Rheine       | 29 september 1977 | 26        | 5         | 0         | 0         | 0         | 0         |
| 15          | Sonja Fuss         | FSV Frankfurt          | 5 november 1978   | 25        | 4         | 0         | 0         | 0         | 0         |
| 17          | Ariane Hingst      | 1. FFC Turbine Potsdam | 25 juli 1979      | 25        | 5         | 0         | 0         | 0         | 0         |
| 5           | Sarah Günther      | Hamburger SV           | 25 januari 1983   | 21        | 3         | 0         | 0         | 0         | 0         |
| Mittfältare |                    |                        |                   |           |           |           |           |           |           |
| 7           | Pia Wunderlich     | 1. FFC Frankfurt       | 26 januari 1975   | 29        | 3         | 1         | 0         | 0         | 0         |
| 10          | Renate Lingor      | 1. FFC Frankfurt       | 11 oktober 1975   | 28        | 5         | 2         | 0         | 0         | 0         |
| 3           | Kerstin Garefrekes | 1. FFC Frankfurt       | 4 september 1979  | 24        | 5         | 0         | 0         | 0         | 0         |
| 12          | Navina Omilade     | 1. FFC Turbine Potsdam | 3 november 1981   | 23        | 2         | 0         | 0         | 0         | 0         |
| 6           | Viola Odebrecht    | 1. FFC Turbine Potsdam | 11 februari 1983  | 21        | 5         | 0         | 0         | 0         | 0         |
| Anfallare   |                    |                        |                   |           |           |           |           |           |           |
| 9           | Birgit Prinz       | 1. FFC Frankfurt       | 25 oktober 1977   | 26        | 5         | 5         | 0         | 0         | 0         |
| 16          | Conny Pohlers      | 1. FFC Turbine Potsdam | 16 november 1978  | 25        | 5         | 2         | 0         | 0         | 0         |
| 11          | Martina Müller     | SC 07 Bad Neuenahr     | 18 april 1980     | 24        | 3         | 1         | 0         | 0         | 0         |
| 8           | Petra Wimbersky    | 1. FFC Turbine Potsdam | 9 november 1982   | 21        | 4         | 1         | 0         | 0         | 0         |
| 14          | Isabell Bachor     | SC 07 Bad Neuenahr     | 10 juli 1983      | 21        | 3         | 1         | 1         | 0         | 0         |
| Coach       |                    |                        |                   |           |           |           |           |           |           |
|             | Tina Theune-Meyer  |                        | 4 november 1953   | 40        |           |           |           |           |           |

Gruppspel
| Lag      | Pld | W | D | L | GF | GA | GD  | Pts |
| -------- | --- | - | - | - | -- | -- | --- | --- |
| Tyskland | 2   | 2 | 0 | 0 | 10 | 0  | +10 | 6   |
| Mexiko   | 2   | 0 | 1 | 1 | 1  | 3  | −2  | 1   |
| Kina     | 2   | 0 | 1 | 1 | 1  | 9  | −8  | 1   |

|  | 11 augusti 2004 18:00 | Tyskland                                                                                       | 8 – 0   | Kina | Pampeloponnisiako Stadium, Patras  |                                    |
|  |                       | Prinz 13′, 21′, 73′, 88′ Wunderlich 65′ Lingor 76′ (str.) Pohlers 82′ Martina MüllerMüller 90′ | Rapport |      | Publik: 14,657 Domare: Seitz (USA) | Publik: 14,657 Domare: Seitz (USA) |
|  |                       |                                                                                                |         |      | Publik: 14,657 Domare: Seitz (USA) | Publik: 14,657 Domare: Seitz (USA) |
|  |                       |                                                                                                |         |      | Publik: 14,657 Domare: Seitz (USA) | Publik: 14,657 Domare: Seitz (USA) |

|  | 17 augusti 2004 18:00 | Tyskland                | 2 – 0   | Mexiko | Karaiskaki Stadium, Pireaus               |                                           |
|  |                       | Wimbersky 20′ Prinz 79′ | Rapport |        | Publik: 26,338 Domare: Szokolaia (Ungern) | Publik: 26,338 Domare: Szokolaia (Ungern) |
|  |                       |                         |         |        | Publik: 26,338 Domare: Szokolaia (Ungern) | Publik: 26,338 Domare: Szokolaia (Ungern) |
|  |                       |                         |         |        | Publik: 26,338 Domare: Szokolaia (Ungern) | Publik: 26,338 Domare: Szokolaia (Ungern) |

Slutspel
|  | Kvartsfinaler             | Kvartsfinaler       |                       |         | Semifinaler | Semifinaler |  |  | Final             | Final |
|  |                           |                     |                       |         |             |             |  |  |                   |       |
|  | 20 augusti - Patras       |                     |                       |         |             |             |  |  |                   |       |
|  |                           |                     |                       |         |             |             |  |  |                   |       |
|  | Tyskland                  | 2                   |                       |         |             |             |  |  |                   |       |
|  | Tyskland                  | 2                   | 23 augusti - Heraklio |         |             |             |  |  |                   |       |
|  | Nigeria                   | 1                   |                       |         |             |             |  |  |                   |       |
|  | Nigeria                   | 1                   | Tyskland              | 1       |             |             |  |  |                   |       |
|  | 20 augusti - Thessaloniki |                     | Tyskland              | 1       |             |             |  |  |                   |       |
|  |                           | USA                 | 2                     |         |             |             |  |  |                   |       |
|  | USA                       | USA                 | 2                     | 2       |             |             |  |  |                   |       |
|  | USA                       |                     | 26 augusti - Aten     | 2       |             |             |  |  |                   |       |
|  | Japan                     | 1                   |                       |         |             |             |  |  |                   |       |
|  | Japan                     | 1                   | USA                   | 2       |             |             |  |  |                   |       |
|  | 20 augusti - Heraklio     |                     | USA                   | 2       |             |             |  |  |                   |       |
|  |                           | Brasilien           | 1                     |         |             |             |  |  |                   |       |
|  | Mexiko                    | Brasilien           | 1                     | 0       |             |             |  |  |                   |       |
|  | Mexiko                    | 23 augusti - Patras |                       | 0       |             |             |  |  |                   |       |
|  | Brasilien                 | 5                   |                       |         |             |             |  |  |                   |       |
|  | Brasilien                 | 5                   | Sverige               | 0       | Bronsmatch  | Bronsmatch  |  |  |                   |       |
|  | 20 augusti - Volos        |                     | Sverige               | 0       | Bronsmatch  | Bronsmatch  |  |  |                   |       |
|  |                           | Brasilien           | 1                     |         |             |             |  |  |                   |       |
|  | Sverige                   | Brasilien           | 1                     | 2       | Tyskland    | 1           |  |  |                   |       |
|  | Sverige                   |                     |                       | 2       | Tyskland    | 1           |  |  |                   |       |
|  | Australien                | 1                   |                       | Sverige | 0           |             |  |  |                   |       |
|  | Australien                | 1                   |                       |         | 0           |             |  |  |                   |       |
|  |                           |                     |                       |         |             |             |  |  | 26 augusti - Aten |       |
|  |                           |                     |                       |         |             |             |  |  |                   |       |

## Friidrott
Herrar
Bana, maraton och gång
| Idrottare                                                 | Gren              | Heat     | Heat      | Kvartsfinal      | Kvartsfinal      | Semifinal        | Semifinal        | Final            | Final            |
| Idrottare                                                 | Gren              | Resultat | Placering | Resultat         | Placering        | Resultat         | Placering        | Resultat         | Placering        |
| --------------------------------------------------------- | ----------------- | -------- | --------- | ---------------- | ---------------- | ---------------- | ---------------- | ---------------- | ---------------- |
| Alexander Kosenkow                                        | 100 meter         | 10.28    | 4 q       | 10.24            | 6                | Gick inte vidare | Gick inte vidare | Gick inte vidare | Gick inte vidare |
| Sebastian Ernst                                           | 200 meter         | 20.47    | 1 Q       | 20.36            | 3 Q              | 20.63            | 5                | Gick inte vidare | Gick inte vidare |
| Till Helmke                                               | 200 meter         | 20.73    | 5 q       | 20.76            | 4                | Gick inte vidare | Gick inte vidare | Gick inte vidare | Gick inte vidare |
| Tobias Unger                                              | 200 meter         | 20.65    | 2 Q       | 20.30            | 3 Q              | 20.54            | 4 Q              | 20.64            | 7                |
| Ingo Schultz                                              | 400 meter         | 45.88    | 2 Q       | i.u.             | i.u.             | 46.23            | 7                | Gick inte vidare | Gick inte vidare |
| Rene Herms                                                | 800 meter         | 1:45.83  | 2 Q       | i.u.             | i.u.             | 1:47.68          | 8                | Gick inte vidare | Gick inte vidare |
| Wolfram Müller                                            | 1 500 meter       | 3:46.75  | 9         | i.u.             | i.u.             | Gick inte vidare | Gick inte vidare | Gick inte vidare | Gick inte vidare |
| Jerome Crews                                              | 110 meter häck    | 13.83    | 7         | Gick inte vidare | Gick inte vidare | Gick inte vidare | Gick inte vidare | Gick inte vidare | Gick inte vidare |
| Mike Fenner                                               | 110 meter häck    | 13.53    | 3 Q       | 13.53            | 5                | Gick inte vidare | Gick inte vidare | Gick inte vidare | Gick inte vidare |
| Andre Höhne                                               | 20 kilometer gång | i.u.     | i.u.      | i.u.             | i.u.             | i.u.             | i.u.             | 1:21:56          | 8                |
| Andreas Erm                                               | 50 kilometer gång | i.u.     | i.u.      | i.u.             | i.u.             | i.u.             | i.u.             | DSQ              | x                |
| Andre Höhne                                               | 50 kilometer gång | i.u.     | i.u.      | i.u.             | i.u.             | i.u.             | i.u.             | DNF              | x                |
| Ronny Ostwald Tobias Unger Alexander Kosenkow Till Helmke | 4 x 100 meter     | 38.64    | 6         | i.u.             | i.u.             | i.u.             | i.u.             | Gick inte vidare | Gick inte vidare |
| Ingo Schultz Kamghe Gaba Ruwen Faller Bastian Swillims    | 4 x 400 meter     | 3:02.77  | 3 Q       | i.u.             | i.u.             | i.u.             | i.u.             | 3:02.22          | 7                |

Fältgrenar och tiokamp
| Idrottare          | Gren           | Kval     | Kval      | Final            | Final            |
| Idrottare          | Gren           | Resultat | Placering | Resultat         | Placering        |
| ------------------ | -------------- | -------- | --------- | ---------------- | ---------------- |
| Roman Fricke       | Höjdhopp       | 2.20     | 26        | Gick inte vidare | Gick inte vidare |
| Lars Börgeling     | Stavhopp       | 5.70     | 1 Q       | 5.75             | 6                |
| Danny Ecker        | Stavhopp       | 5.70     | 7 Q       | 5.75             | 5                |
| Tim Lobinger       | Stavhopp       | 5.70     | 12 Q      | 5.55             | 11               |
| Nils Winter        | Längdhopp      | 7.52     | 31        | Gick inte vidare | Gick inte vidare |
| Andreas Pohle      | Tresteg        | 16.29    | 31        | Gick inte vidare | Gick inte vidare |
| Charles Friedek    | Tresteg        | NM       | x         | Gick inte vidare | Gick inte vidare |
| Ralf Bartels       | Kulstötning    | 20.65    | 3 Q       | 20.26            | 8                |
| Peter Sack         | Kulstötning    | 19.09    | 28        | Gick inte vidare | Gick inte vidare |
| Detlef Bock        | Kulstötning    | 18.89    | 33        | Gick inte vidare | Gick inte vidare |
| Lars Riedel        | Diskuskastning | 64.20    | 3 q       | 62.80            | 7                |
| Torsten Schmidt    | Diskuskastning | 63.40    | 6 q       | 61.18            | 9                |
| Michael Möllenbeck | Diskuskastning | 59.79    | 20        | Gick inte vidare | Gick inte vidare |
| Markus Esser       | Släggkastning  | 77.49    | 5 q       | 72.51            | 11               |
| Karsten Kobs       | Släggkastning  | 76.69    | 11 q      | 76.30            | 8                |
| Christian Nicolay  | Spjutkastning  | 79.77    | 16        | Gick inte vidare | Gick inte vidare |
| Peter Esenwein     | Spjutkastning  | 78.41    | 20        | Gick inte vidare | Gick inte vidare |
| Boris Henry        | Spjutkastning  | DNS      | x         | Gick inte vidare | Gick inte vidare |

Herrar
Kombinerade grenar - Tiokamp
| Friidrottare      | Gren     | 100 m | LJ   | SP    | HJ   | 400 m | 110H           | DT             | PV             | JT             | 1500 m         | Final          | Placering      |
| ----------------- | -------- | ----- | ---- | ----- | ---- | ----- | -------------- | -------------- | -------------- | -------------- | -------------- | -------------- | -------------- |
| Stefan Drews      | Resultat | 10.87 | 7.38 | 13.07 | 1.88 | 48.51 | 14.01          | 40.11          | 5.00           | 51.53          | 4:34.21        | 7926           | 19             |
| Stefan Drews      | Poäng    | 890   | 905  | 672   | 696  | 885   | 973            | 667            | 910            | 611            | 717            | 7926           | 19             |
| Dennis Leyckes    | Resultat | 11.05 | 7.05 | 12.84 | 1.91 | DNS   | Did not finish | Did not finish | Did not finish | Did not finish | Did not finish | Did not finish | Did not finish |
| Dennis Leyckes    | Poäng    | 850   | 826  | 657   | 723  | x     | Did not finish | Did not finish | Did not finish | Did not finish | Did not finish | Did not finish | Did not finish |
| Florian Schönbeck | Resultat | 10.90 | 7.30 | 14.77 | 1.88 | 50.30 | 14.34          | 44.41          | 5.00           | 60.89          | 4:38.82        | 8077           | 12             |
| Florian Schönbeck | Poäng    | 883   | 886  | 776   | 696  | 801   | 931            | 755            | 910            | 751            | 688            | 8077           | 12             |

Damer
Bana, maraton och gång
| Idrottare                                                | Gren              | Heat     | Heat      | Kvartsfinal      | Kvartsfinal      | Semifinal        | Semifinal        | Final            | Final            |
| Idrottare                                                | Gren              | Resultat | Placering | Resultat         | Placering        | Resultat         | Placering        | Resultat         | Placering        |
| -------------------------------------------------------- | ----------------- | -------- | --------- | ---------------- | ---------------- | ---------------- | ---------------- | ---------------- | ---------------- |
| Sina Schielke                                            | 100 meter         | 11.46    | 6         | Gick inte vidare | Gick inte vidare | Gick inte vidare | Gick inte vidare | Gick inte vidare | Gick inte vidare |
| Claudia Gesell                                           | 800 meter         | 2:03.87  | 4         | i.u.             | i.u.             | Gick inte vidare | Gick inte vidare | Gick inte vidare | Gick inte vidare |
| Irina Mikitenko                                          | 5 000 meter       | 15:02.16 | 6 q       | i.u.             | i.u.             | i.u.             | i.u.             | 15:03.36         | 7                |
| Sabrina Mockenhaupt                                      | 10 000 meter      | i.u.     | i.u.      | i.u.             | i.u.             | i.u.             | i.u.             | 32:00.85         | 15               |
| Kirsten Bolm                                             | 100 meter häck    | 12.85    | 4 q       | i.u.             | i.u.             | DNF              | x                | Gick inte vidare | Gick inte vidare |
| Nadine Hentschke                                         | 100 meter häck    | 13.36    | 6         | i.u.             | i.u.             | Gick inte vidare | Gick inte vidare | Gick inte vidare | Gick inte vidare |
| Juliane Sprenger-Afflerbach                              | 100 meter häck    | 13.28    | 6         | i.u.             | i.u.             | Gick inte vidare | Gick inte vidare |                  |                  |
| Stephanie Kampf                                          | 400 meter häck    | DNS      | x         | i.u.             | i.u.             | Gick inte vidare | Gick inte vidare |                  |                  |
| Ulrike Urbansky                                          | 400 meter häck    | 55.15    | 3 q       | i.u.             | i.u.             | 56.44            | 7                | Gick inte vidare | Gick inte vidare |
| Ulrike Maisch                                            | Maraton           | i.u.     | i.u.      | i.u.             | i.u.             | i.u.             | i.u.             | DNF              | x                |
| Luminita Zaituc                                          | Maraton           | i.u.     | i.u.      | i.u.             | i.u.             | i.u.             | i.u.             | 2:36:45          | 18               |
| Melanie Seeger                                           | 20 kilometer gång | i.u.     | i.u.      | i.u.             | i.u.             | i.u.             | i.u.             | 1:29:52          | 5                |
| Sabine Zimmer                                            | 20 kilometer gång | i.u.     | i.u.      | i.u.             | i.u.             | i.u.             | i.u.             | 1:31:59          | 16               |
| Sina Schielke Marion Wagner Birgit Rockmeier Katja Wakan | 4 x 100 meter     | 43.64    | 6         | i.u.             | i.u.             | i.u.             | i.u.             | Gick inte vidare | Gick inte vidare |
| Claudia Hoffmann Claudia Marx Jana Neubert Grit Breuer   | 4 x 400 meter     | 3:27.75  | 4         | i.u.             | i.u.             | i.u.             | i.u.             | Did not advance  | Did not advance  |

Fältgrenar och sjukamp
| Idrottare           | Gren           | Kval     | Kval      | Final            | Final            |
| Idrottare           | Gren           | Resultat | Placering | Resultat         | Placering        |
| ------------------- | -------------- | -------- | --------- | ---------------- | ---------------- |
| Caroline Hingst     | Stavhopp       | 4.30     | 22        | Gick inte vidare | Gick inte vidare |
| Floé Kühnert        | Stavhopp       | 4.15     | =24       | Gick inte vidare | Gick inte vidare |
| Silke Spiegelburg   | Stavhopp       | 4.40     | 15 q      | 4.20             | =13              |
| Bianca Kappler      | Längdhopp      | 6.69     | 8 Q       | 6.66             | 9                |
| Nadine Beckel       | Kulstötning    | 17.11    | 22        | Gick inte vidare | Gick inte vidare |
| Nadine Kleinert     | Kulstötning    | 18.65    | 5 Q       | 19.59            | 2                |
| Astrid Kumbernuss   | Kulstötning    | 17.89    | 15        | Gick inte vidare | Gick inte vidare |
| Franka Dietzsch     | Diskuskastning | 58.12    | 27        | Gick inte vidare | Gick inte vidare |
| Andrea Bunjes       | Släggkastning  | 70.73    | 6 Q       | 68.40            | 11               |
| Betty Heidler       | Släggkastning  | 69.81    | 8 Q       | 72.73 NR         | 4                |
| Susanne Keil        | Släggkastning  | 66.35    | 21        | Gick inte vidare | Gick inte vidare |
| Steffi Nerius       | Spjutkastning  | 62.14    | 5 Q       | 65.82            | 2                |
| Christina Obergföll | Spjutkastning  | 60.41    | 15        | Gick inte vidare | Gick inte vidare |
| Annika Suthe        | Spjutkastning  | 58.70    | 21        | Gick inte vidare | Gick inte vidare |

Kombinerade grenar – Sjukamp
| Idrottare            | Gren     | 100H  | HJ   | SP    | 200 m | LJ   | JT    | 800 m   | Final | Placering |
| -------------------- | -------- | ----- | ---- | ----- | ----- | ---- | ----- | ------- | ----- | --------- |
| Karin Ertl           | Resultat | 13.52 | 1.73 | 13.92 | 24.71 | 6.03 | 44.45 | 2:18.68 | 6095  | 17        |
| Karin Ertl           | Poäng    | 1047  | 891  | 789   | 914   | 859  | 753   | 842     | 6095  | 17        |
| Sonja Kesselschläger | Resultat | 13.38 | 1.76 | 14.53 | 25.23 | 6.42 | 42.99 | 2:15.21 | 6287  | 6         |
| Sonja Kesselschläger | Poäng    | 1068  | 928  | 829   | 866   | 981  | 725   | 890     | 6287  | 6         |
| Claudia Tonn         | Resultat | 13.90 | 1.82 | 11.92 | 24.84 | 6.35 | 41.12 | 2:10.77 | 6155  | 12        |
| Claudia Tonn         | Poäng    | 993   | 1003 | 656   | 902   | 959  | 689   | 953     | 6155  | 12        |

## Fäktning
Herrar
| Jörg Fiedler                                        | Värja        | BYE  | Schmid (GER) L 12-15  | Gick inte vidare          | Gick inte vidare     | Gick inte vidare                    | Gick inte vidare            | Gick inte vidare |
| Sven Schmid                                         | Värja        | BYE  | Fiedler (GER) W 15-12 | Wang (CHN) L 11-15        | Gick inte vidare     | Gick inte vidare                    | Gick inte vidare            | Gick inte vidare |
| Daniel Strigel                                      | Värja        | BYE  | Imre (HUN) W 15-13    | Karyuchenko (UKR) W 15-12 | Wang (CHN) L 14-15   | Gick inte vidare                    | Gick inte vidare            | Gick inte vidare |
| Jörg Fiedler Sven Schmid Daniel Strigel             | Värja, lag   | i.u. | i.u.                  | i.u.                      | Kina W 39-32         | Frankrike L 44-45                   | Bronsmatch Ryssland W 37-29 | 3                |
| Ralf Bißdorf                                        | Florett      | BYE  | Ganeyev (RUS) L 11-15 | Gick inte vidare          | Gick inte vidare     | Gick inte vidare                    | Gick inte vidare            | Gick inte vidare |
| Peter Joppich                                       | Florett      | BYE  | Nagaty (EGY) W 15-10  | Choi (KOR) W 15-10        | Guyart (FRA) L 12-15 | Gick inte vidare                    | Gick inte vidare            | Gick inte vidare |
| André Weßels                                        | Florett      | BYE  | Park (KOR) L 13-15    | Gick inte vidare          | Gick inte vidare     | Gick inte vidare                    | Gick inte vidare            | Gick inte vidare |
| Ralf Bißdorf Peter Joppich André Weßels Simon Senft | Florett, lag | i.u. | i.u.                  | i.u.                      | USA L 43-45          | 5-8 klassificering Sydkorea W 45-40 | Final Frankrike L 38-45     | 6                |

Damer
| Claudia Bokel                                 | Värja      | BYE  | Sidiropoulou (GRE) W 15-10  | Duplitzer (GER) L 13-14     | Gick inte vidare     | Gick inte vidare  | Gick inte vidare       | Gick inte vidare |
| Imke Duplitzer                                | Värja      | BYE  | Kim M (KOR) W 15-9          | Bokel (GER) W 14-13         | Nisima (FRA) L 14-15 | Gick inte vidare  | Gick inte vidare       | Gick inte vidare |
| Britta Heidemann                              | Värja      | BYE  | Espinosa (COL) W 15-3       | Mincza-Nébald (HUN) L 10-11 | Gick inte vidare     | Gick inte vidare  | Gick inte vidare       | Gick inte vidare |
| Claudia Bokel Imke Duplitzer Britta Heidemann | Värja, lag | i.u. | i.u.                        | i.u.                        | Grekland W 33-32     | Frankrike W 33-32 | Final Ryssland L 28-34 | 2                |
| Simone Bauer                                  | Florett    | i.u. | Ohayon (ISR) W 15-10        | Gruchała (POL) L 9-15       | Gick inte vidare     | Gick inte vidare  | Gick inte vidare       | Gick inte vidare |
| Susanne König                                 | Sabel      | i.u. | Bond-Williams (GBR) L 13-15 | Gick inte vidare            | Gick inte vidare     | Gick inte vidare  | Gick inte vidare       | Gick inte vidare |

## Gymnastik

### Artistisk
Herrar
Mångkamp, ind.
| Idrottare          | Kval    | Kval    | Kval    | Kval    | Kval    | Kval    | Kval    | Kval      | Final            | Final            | Final            | Final            | Final            | Final            | Final            | Final            |
| Idrottare          | Redskap | Redskap | Redskap | Redskap | Redskap | Redskap | Totalt  | Placering | Redskap          | Redskap          | Redskap          | Redskap          | Redskap          | Redskap          | Totalt           | Placering        |
| Idrottare          | F       | PH      | R       | V       | PB      | HB      | Totalt  | Placering | F                | PH               | R                | V                | PB               | HB               | Totalt           | Placering        |
| ------------------ | ------- | ------- | ------- | ------- | ------- | ------- | ------- | --------- | ---------------- | ---------------- | ---------------- | ---------------- | ---------------- | ---------------- | ---------------- | ---------------- |
| Thomas Andergassen | i.u.    | 9.712   | 9.587   | i.u.    | 9.537   | i.u.    | i.u.    | i.u.      | Gick inte vidare | Gick inte vidare | Gick inte vidare | Gick inte vidare | Gick inte vidare | Gick inte vidare | Gick inte vidare | Gick inte vidare |
| Matthias Fahrig    | 9.475   | i.u.    | i.u.    | 9.000   | 9.212   | 9.562   | i.u.    | i.u.      | Gick inte vidare | Gick inte vidare | Gick inte vidare | Gick inte vidare | Gick inte vidare | Gick inte vidare | Gick inte vidare | Gick inte vidare |
| Fabian Hambüchen   | 9.637   | 9.075   | 8.537   | 9.475   | 9.600   | 9.737 Q | 56.061  | 21 Q      | 9.472            | 8.287            | 8.512            | 9.412            | 9.387            | 9.750            | 54.823           | 23               |
| Robert Juckel      | 9.175   | 9.425   | 9.550   | 9.237   | i.u.    | 9.687   | i.u.    | i.u.      | Gick inte vidare | Gick inte vidare | Gick inte vidare | Gick inte vidare | Gick inte vidare | Gick inte vidare | Gick inte vidare | Gick inte vidare |
| Sven Kwiatkowski   | 9.362   | 9.087   | 9.075   | 9.462   | 9.362   | 9.487   | 55.835  | 24        | Gick inte vidare | Gick inte vidare | Gick inte vidare | Gick inte vidare | Gick inte vidare | Gick inte vidare | Gick inte vidare | Gick inte vidare |
| Sergei Pfeifer     | 9.400   | 9.575   | 9.587   | 9.150   | 9.150   | 9.125   | 55.987  | 23 Q      | 9.312            | 9.025            | 9.587            | 9.087            | 9.162            | 9.212            | 55.385           | 21               |
| Lagtotal           | 37.874  | 37.799  | 37.799  | 37.324  | 37.711  | 38.473  | 226.980 | 8 Q       | Se nedan         | Se nedan         | Se nedan         | Se nedan         | Se nedan         | Se nedan         | Se nedan         | Se nedan         |

Mångkamp, lag: final
| Idrottare          | Redskap | Redskap | Redskap | Redskap | Redskap | Redskap | Totalt  | Placering |
| Idrottare          | F       | PH      | R       | V       | PB      | HB      | Totalt  | Placering |
| ------------------ | ------- | ------- | ------- | ------- | ------- | ------- | ------- | --------- |
| Thomas Andergassen | i.u.    | 9.625   | 9.237   | i.u.    | 9.225   | i.u.    | 167.372 | 8         |
| Matthias Fahrig    | 8.400   | i.u.    | i.u.    | 9.562   | i.u.    | 9.225   | 167.372 | 8         |
| Fabian Hambüchen   | 8.837   | i.u.    | i.u.    | 9.425   | 9.512   | 9.775   | 167.372 | 8         |
| Robert Juckel      | i.u.    | 9.437   | 9.612   | i.u.    | i.u.    | 9.700   | 167.372 | 8         |
| Sven Kwiatkowski   | i.u.    | i.u.    | i.u.    | 9.375   | 9.275   | i.u.    | 167.372 | 8         |
| Sergei Pfeifer     | 9.275   | 8.700   | 9.175   | i.u.    | i.u.    | i.u.    | 167.372 | 8         |
| Totals             | 26.512  | 27.762  | 28.024  | 28.362  | 28.012  | 28.700  | 167.372 | 8         |

Individuella finaler
| Gymnast          | Redskap | Poäng | Placering |
| ---------------- | ------- | ----- | --------- |
| Fabian Hambüchen | Räck    | 9.700 | 7         |

Damer
Mångkamp, lag
| Idrottare       | Kval    | Kval    | Kval    | Kval    | Kval   | Kval      | Final            | Final            | Final            | Final            | Final            | Final            |
| Idrottare       | Redskap | Redskap | Redskap | Redskap | Totalt | Placering | Redskap          | Redskap          | Redskap          | Redskap          | Totalt           | Placering        |
| Idrottare       | V       | UB      | BB      | F       | Totalt | Placering | V                | UB               | BB               | F                | Totalt           | Placering        |
| --------------- | ------- | ------- | ------- | ------- | ------ | --------- | ---------------- | ---------------- | ---------------- | ---------------- | ---------------- | ---------------- |
| Lisa Brüggemann | 9.100   | 9.250   | 8.837   | 8.612   | 35.799 | 41        | Gick inte vidare | Gick inte vidare | Gick inte vidare | Gick inte vidare | Gick inte vidare | Gick inte vidare |
| Yvonne Musik    | 9.125   | 8.887   | 8.562   | 9.037   | 35.611 | 45        | Gick inte vidare | Gick inte vidare | Gick inte vidare | Gick inte vidare | Gick inte vidare | Gick inte vidare |

### Rytmisk
| Idrottare       | Gren         | Kval     | Kval   | Kval   | Kval   | Kval   | Kval      | Final            | Final            | Final            | Final            | Final            | Final            |
| Idrottare       | Gren         | Tunnband | Boll   | Käglor | Band   | Totalt | Placering | Tunnband         | Boll             | Käglor           | Band             | Totalt           | Placering        |
| --------------- | ------------ | -------- | ------ | ------ | ------ | ------ | --------- | ---------------- | ---------------- | ---------------- | ---------------- | ---------------- | ---------------- |
| Lisa Ingildeeva | Individuellt | 22.825   | 22.900 | 22.150 | 19.650 | 87.525 | 19        | Gick inte vidare | Gick inte vidare | Gick inte vidare | Gick inte vidare | Gick inte vidare | Gick inte vidare |

### Trampolin
| Anna Dogonadze | Damer  | 27.30 | 39.40 | 66.70 | 2 Q | 39.60 | 1 |
| Henrik Stehlik | Herrar | 28.10 | 41.00 | 69.10 | 1 Q | 40.80 | 3 |

## Handboll
Herrar
| Nr | Pos. | Namn                  | Födelsedatum (ålder)      | Klubb                |
| -- | ---- | --------------------- | ------------------------- | -------------------- |
| 1  | MV   | Henning Fritz         | 21 september 1974 (29 år) | THW Kiel             |
| 2  | VB   | Pascal Hens           | 26 mars 1980 (24 år)      | HSV Hamburg          |
| 4  | P    | Mark Dragunski        | 22 december 1970 (33 år)  | VfL Gummersbach      |
| 5  | VY   | Stefan Kretzschmar    | 17 februari 1973 (31 år)  | SC Magdeburg         |
| 7  | VB   | Jan Olaf Immel        | 14 mars 1976 (28 år)      | SG Wallau-Massenheim |
| 8  | P    | Christian Schwarzer   | 23 oktober 1969 (34 år)   | TBV Lemgo            |
| 9  | P    | Klaus-Dieter Petersen | 6 november 1968 (35 år)   | THW Kiel             |
| 10 | VB   | Frank von Behren      | 28 september 1976 (27 år) | VfL Gummersbach      |
| 11 | HB   | Volker Zerbe          | 30 juni 1968 (36 år)      | TBV Lemgo            |
| 12 | MV   | Christian Ramota      | 14 april 1973 (31 år)     | TBV Lemgo            |
| 13 | MB   | Markus Baur           | 22 januari 1971 (33 år)   | TBV Lemgo            |
| 14 | HB   | Christian Zeitz       | 18 november 1980 (23 år)  | THW Kiel             |
| 15 | VY   | Torsten Jansen        | 23 december 1976 (27 år)  | HSV Hamburg          |
| 18 | VB   | Daniel Stephan        | 3 augusti 1973 (31 år)    | TBV Lemgo            |
| 19 | HY   | Florian Kehrmann      | 26 juni 1977 (27 år)      | TBV Lemgo            |

Gruppspel
| Lag       | Pld | W | D | L | GF  | GA  | GD  | Poäng |
| --------- | --- | - | - | - | --- | --- | --- | ----- |
| Frankrike | 5   | 5 | 0 | 0 | 135 | 108 | +27 | 10    |
| Ungern    | 5   | 4 | 0 | 1 | 132 | 124 | +8  | 8     |
| Tyskland  | 5   | 3 | 0 | 2 | 139 | 110 | +29 | 6     |
| Grekland  | 5   | 2 | 0 | 3 | 117 | 130 | –13 | 4     |
| Brasilien | 5   | 1 | 0 | 4 | 105 | 133 | –28 | 2     |
| Egypten   | 5   | 0 | 0 | 5 | 110 | 133 | –23 | 0     |

Slutspel
|  | Quarter-finals | Quarter-finals |          |          | Semi-finals        | Semi-finals        |  |  | Gold medal final | Gold medal final |
|  |                |                |          |          |                    |                    |  |  |                  |                  |
|  |                |                |          |          |                    |                    |  |  |                  |                  |
|  |                |                |          |          |                    |                    |  |  |                  |                  |
|  | Kroatien       | 33             |          |          |                    |                    |  |  |                  |                  |
|  | Kroatien       | 33             |          |          |                    |                    |  |  |                  |                  |
|  | Grekland       | 27             |          |          |                    |                    |  |  |                  |                  |
|  | Grekland       | 27             | Kroatien | 33       |                    |                    |  |  |                  |                  |
|  |                |                | Kroatien | 33       |                    |                    |  |  |                  |                  |
|  |                | Ungern         | 31       |          |                    |                    |  |  |                  |                  |
|  | Sydkorea       | Ungern         | 31       | 25       |                    |                    |  |  |                  |                  |
|  | Sydkorea       |                |          | 25       |                    |                    |  |  |                  |                  |
|  | Ungern         | 30             |          |          |                    |                    |  |  |                  |                  |
|  | Ungern         | 30             | Kroatien | 26       |                    |                    |  |  |                  |                  |
|  |                |                | Kroatien | 26       |                    |                    |  |  |                  |                  |
|  |                | Tyskland       | 24       |          |                    |                    |  |  |                  |                  |
|  | Tyskland       | Tyskland       | 24       | 32       |                    |                    |  |  |                  |                  |
|  | Tyskland       |                |          | 32       |                    |                    |  |  |                  |                  |
|  | Spanien        | 30             |          |          |                    |                    |  |  |                  |                  |
|  | Spanien        | 30             | Tyskland | 21       | Bronze medal final | Bronze medal final |  |  |                  |                  |
|  |                |                | Tyskland | 21       | Bronze medal final | Bronze medal final |  |  |                  |                  |
|  |                | Ryssland       | 15       |          |                    |                    |  |  |                  |                  |
|  | Frankrike      | Ryssland       | 15       | 24       | Ungern             | 26                 |  |  |                  |                  |
|  | Frankrike      |                |          | 24       | Ungern             | 26                 |  |  |                  |                  |
|  | Ryssland       | 26             |          | Ryssland | 28                 |                    |  |  |                  |                  |
|  | Ryssland       | 26             |          |          | 28                 |                    |  |  |                  |                  |
|  |                |                |          |          |                    |                    |  |  |                  |                  |
|  |                |                |          |          |                    |                    |  |  |                  |                  |

## Judo
Herrar
| Idrottare         | Gren                     | Sextondelsfinal            | Åttondelsfinal              | Kvartsfinal               | Semifinal              | Återkval | Final                                  | Final            |
| Idrottare         | Gren                     | Motståndare Resultat       | Motståndare Resultat        | Motståndare Resultat      | Motståndare Resultat   | Motståndare Resultat                                                                                             | Motståndare Resultat                   | Placering        |
| ----------------- | ------------------------ | -------------------------- | --------------------------- | ------------------------- | ---------------------- | --- | -------------------------------------- | ---------------- |
| Oliver Gussenberg | Extra lättvikt (-60 kg)  | Novikau (BLR) W 1010-0100  | Nomura (JPN) L 0000-1000    | Gick inte vidare          | Gick inte vidare       | Omgång 1 Lara (DOM) W 0012-0000 Omgång 2 Albarracín (ARG) W 1000-0000 Omgång 3 Choi (KOR) L 0000-1110            | Gick inte vidare                       | Gick inte vidare |
| Florian Wanner    | Halv mellanvikt (-81 kg) | Boissard (DOM) W 1001-0000 | Benikhlef (ALG) W 1002-0000 | Hontyuk (UKR) L 0000-1020 | Gick inte vidare       | Omgång 2 Belgaïd (MAR) W 0013-0001 Omgång 3 Azizov (AZE) L 0000-1000                                             | Gick inte vidare                       | Gick inte vidare |
| Gerhard Dempf     | Mellanvikt (-90 kg)      | Huizinga (NED) L 0000-1000 | Gick inte vidare            | Gick inte vidare          | Gick inte vidare       | Gick inte vidare                                                                                                 | Gick inte vidare                       | Gick inte vidare |
| Michael Jurack    | Halv tungvikt (-100 kg)  | Iliadis (GRE) W 1000-0000  | Despaigne (CUB) W 1001-0000 | Lemaire (FRA) W 0020-0012 | Jang (KOR) L 0000-1001 | i.u. | Bronsmatch Miraliyev (AZE) W 1030-0001 | =                |
| Andreas Tölzer    | Tungvikt (+100 kg)       | Suzuki (JPN) L 0010-0120   | Gick inte vidare            | Gick inte vidare          | Gick inte vidare       | Omgång 1 Papaioannou (GRE) W 0200-0000 Omgång 2 Rybak (BLR) W 1000-0000 Omgång 3 van der Geest (NED) L 0000-1000 | Gick inte vidare                       | Gick inte vidare |

Damer
| Idrottare           | Gren                     | Sextondelsfinal             | Åttondelsfinal               | Kvartsfinal                | Semifinal                     | Återkval                           | Final                                         | Final            |
| Idrottare           | Gren                     | Motståndare Resultat        | Motståndare Resultat         | Motståndare Resultat       | Motståndare Resultat          | Motståndare Resultat               | Motståndare Resultat                          | Placering        |
| ------------------- | ------------------------ | --------------------------- | ---------------------------- | -------------------------- | ----------------------------- | ---------------------------------- | --------------------------------------------- | ---------------- |
| Julia Matijass      | Extra lättvikt (-48 kg)  | BYE                         | Lepage (CAN) W 1100-0000     | Ye (KOR) W 1000-0000       | Jossinet (FRA) L 0000-1000    | i.u.                               | Bronsmatch Karagiannopoulou (GRE) W 1000-0000 | 3                |
| Raffaella Imbariani | Halv lättvikt (-52 kg)   | Minkin (USA) W 0001-0000    | Tselaridou (GRE) W 1002-0000 | Xian (CHN) L 0221-0010     | Gick inte vidare              | Omgång 2 Souakri (ALG) L 0001-0110 | Gick inte vidare                              | Gick inte vidare |
| Yvonne Bönisch      | Lättvikt (-57 kg)        | Fernández (ESP) W 0121-0011 | García (PUR) W 1000-0000     | Kusakabe (JPN) W 0200-0000 | Gravenstijn (NED) W 1000-0000 | i.u.                               | Final Kye (PRK) W 0011-0010                   | 1                |
| Anna von Harnier    | Halv mellanvikt (-63 kg) | Chisholm (CAN) L 0001-1000  | Gick inte vidare             | Gick inte vidare           | Gick inte vidare              | Gick inte vidare                   | Gick inte vidare                              | Gick inte vidare |
| Annett Böhm         | Mellanvikt (-70 kg)      | BYE                         | Qin (CHN) W 1011-0001        | Roberge (CAN) W 0011-0000  | Bosch (NED) L 0000-0110       | i.u.                               | Bronsmatch Jacques (BEL) W 1000-0000          | 3                |
| Uta Kuehnen         | Halv tungvikt (-78 kg)   | BYE                         | Laborde (CUB) L 0001-0011    | Gick inte vidare           | Gick inte vidare              | Gick inte vidare                   | Gick inte vidare                              | Gick inte vidare |
| Sandra Köppen       | Tungvikt (+78 kg)        | Polavder (SLO) W 1010-0000  | Chalá (ECU) L 0001-0010      | Gick inte vidare           | Gick inte vidare              | Gick inte vidare                   | Gick inte vidare                              | Gick inte vidare |

## Kanotsport
Slalom
| Stefan Pfannmöller              | Herrarnas C-1 slalom | 205.88 | 7 Q | 96.99            | 3 Q              | 94.57            | 191.56           | 3                |
| Marcus Becker Stefan Henze      | Herrarnas C-2 slalom | 215.56 | 5 Q | 106.32           | 4 Q              | 104.66           | 210.98           | 2                |
| Christian Bahmann Michael Senft | Herrarnas C-2 slalom | 230.59 | 9 Q | 107.01           | 6 Q              | 106.44           | 213.45           | 4                |
| Jens Ewald                      | Herrarnas K-1 slalom | 250.09 | 25  | Gick inte vidare | Gick inte vidare | Gick inte vidare | Gick inte vidare | Gick inte vidare |
| Thomas Schmidt                  | Herrarnas K-1 slalom | 190.64 | 3 Q | 95.11            | 5 Q              | 97.82            | 192.93           | 5                |
| Jennifer Bongardt               | Damernas K-1 slalom  | 212.20 | 1 Q | 107.36           | 3 Q              | 130.30           | 237.66           | 9                |
| Mandy Planert                   | Damernas K-1 slalom  | 225.77 | 6 Q | 122.61           | 14               | Gick inte vidare | Gick inte vidare | Gick inte vidare |

Sprint
| Kanotist                                                    | Gren                 | Heat     | Heat      | Semifinal | Semifinal | Final    | Final     |
| Kanotist                                                    | Gren                 | Tid      | Placering | Tid       | Placering | Tid      | Placering |
| ----------------------------------------------------------- | -------------------- | -------- | --------- | --------- | --------- | -------- | --------- |
| Katrin Wagner                                               | Damernas K-1 500 m   | 1:53.234 | 2 QS      | 1:52.630  | 1 QF      | 1:52.557 | 4         |
| Birgit Fischer Carolin Leonhardt                            | Damernas K-2 500 m   | 1:39.588 | 1 QF      | BYE       | BYE       | 1:39.533 | 2         |
| Birgit Fischer Maike Nollen Katrin Wagner Carolin Leonhardt | Damernas K-4 500 m   | 1:31.606 | 1 QF      | BYE       | BYE       | 1:34.340 | 1         |
| Andreas Dittmer                                             | Herrarnas C-1 500 m  | 1:49.146 | 1 QF      | BYE       | BYE       | 1:46.383 | 1         |
| Andreas Dittmer                                             | Herrarnas C-1 1000 m | 3:52.922 | 1 QF      | BYE       | BYE       | 3:46.721 | 2         |
| Christian Gille Tomasz Wylenzek                             | Herrarnas C-2 500 m  | 1:40.128 | 1 QF      | BYE       | BYE       | 1:40.802 | 5         |
| Christian Gille Tomasz Wylenzek                             | Herrarnas C-2 1000 m | 3:30.059 | 1 QF      | BYE       | BYE       | 3:41.802 | 1         |
| Lutz Altepost                                               | Herrarnas K-1 500 m  | 1:38.859 | 3 QS      | 1:39.643  | 2 QF      | 1:39.647 | 6         |
| Björn Goldschmidt                                           | Herrarnas K-1 1000 m | 3:31.310 | 4 QS      | 3:29.561  | 2 QF      | 3:34.381 | 8         |
| Ronald Rauhe Tim Wieskötter                                 | Herrarnas K-2 500 m  | 1:28.866 | 1 QF      | BYE       | BYE       | 1:27.040 | 1         |
| Jan Schäfer Marco Herszel                                   | Herrarnas K-2 1000 m | 3:11.627 | 3 QF      | BYE       | BYE       | 3:20.548 | 6         |
| Andreas Ihle Mark Zabel Björn Bach Stefan Ulm               | Herrarnas K-4 1000 m | 2:52.678 | 3 QF      | BYE       | BYE       | 2:58.659 | 2         |

## Landhockey

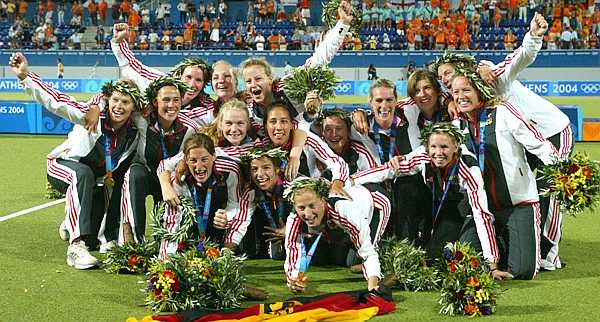

Herrar
Coach: Bernhard Peters
| 1. Clemens Arnold (GK) 2. Christian Schulte (GK) 3. Philipp Crone 4. Eike Duckwitz 5. Björn Michel 6. Sascha Reinelt 7. Christoph Eimer 8. Björn Emmerling | 1. Sebastian Biederlack 2. Tibor Weißenborn 3. Florian Kunz (c) 4. Timo Weß 5. Christoph Bechmann 6. Christopher Zeller 7. Matthias Witthaus 8. Justus Scharowsky |

Gruppspel
| Lag            | Pld | W | D | L | GF | GA | GD  | Pts |
| -------------- | --- | - | - | - | -- | -- | --- | --- |
| Spanien        | 5   | 3 | 2 | 0 | 14 | 3  | +11 | 11  |
| Tyskland       | 5   | 3 | 2 | 0 | 15 | 6  | +9  | 11  |
| Pakistan       | 5   | 3 | 0 | 2 | 19 | 8  | +11 | 9   |
| Sydkorea       | 5   | 2 | 2 | 1 | 17 | 8  | +9  | 8   |
| Storbritannien | 5   | 1 | 0 | 4 | 9  | 21 | −12 | 3   |
| Egypten        | 5   | 0 | 0 | 5 | 2  | 30 | −28 | 0   |

Slutspel
|  | Semifinaler     | Semifinaler         |   |                   | Final           | Final |  |
|  |                 |                     |   |                   |                 |       |  |
|  | 25 augusti 2004 |                     |   |                   |                 |       |  |
|  | Nederländerna   | 3                   |   |                   |                 |       |  |
|  | Tyskland        | 2                   |   |                   |                 |       |  |
|  |                 |                     |   |                   |                 |       |  |
|  |                 |                     |   |                   | 27 augusti 2004 |       |  |
|  |                 |                     |   |                   | Nederländerna   | 1     |  |
|  |                 | Australien (a.e.t.) | 2 |                   |                 |       |  |
|  |                 |                     |   |                   |                 |       |  |
|  |                 |                     |   |                   |                 |       |  |
|  |                 |                     |   |                   | Bronsmatch      |       |  |
|  | 25 augusti 2004 | 25 augusti 2004     |   | 27 augusti 2004   | 27 augusti 2004 |       |  |
|  | Spanien         | 3                   |   | Tyskland (a.e.t.) | 4               |       |  |
|  | Australien      | 6                   |   |                   | Spanien         | 3     |  |

Damer
Coach: Markus Weise

1. Tina Bachmann
2. Denise Klecker
3. Mandy Haase
4. Nadine Ernsting-Krienke
5. Caroline Casaretto
6. Natascha Keller
7. Silke Müller
8. Marion Rodewald (c)
9. Heike Lätzsch
10. Fanny Rinne
11. Louisa Walter (GK)
12. Anke Kühn
13. Badri Latif
14. Julia Zwehl (GK)
15. Sonja Lehmann
16. Franziska Gude

Gruppspel
| Lag           | Pld | W | D | L | GF | GA | GD | Pts |
| ------------- | --- | - | - | - | -- | -- | -- | --- |
| Nederländerna | 4   | 4 | 0 | 0 | 14 | 5  | +9 | 12  |
| Tyskland      | 4   | 2 | 0 | 2 | 6  | 10 | −4 | 6   |
| Sydkorea      | 4   | 1 | 1 | 2 | 9  | 8  | +1 | 4   |
| Australien    | 4   | 1 | 1 | 2 | 6  | 5  | +1 | 4   |
| Sydafrika     | 4   | 1 | 0 | 3 | 5  | 12 | −7 | 3   |

Slutspel
|  | Semifinaler          | Semifinaler     |   |                 | Final           | Final |  |
|  |                      |                 |   |                 |                 |       |  |
|  | 24 augusti 2004      |                 |   |                 |                 |       |  |
|  | Nederländerna (p.s.) | 2 (4)           |   |                 |                 |       |  |
|  | Argentina            | 2 (2)           |   |                 |                 |       |  |
|  |                      |                 |   |                 |                 |       |  |
|  |                      |                 |   |                 | 26 augusti 2004 |       |  |
|  |                      |                 |   |                 | Nederländerna   | 1     |  |
|  |                      | Tyskland        | 2 |                 |                 |       |  |
|  |                      |                 |   |                 |                 |       |  |
|  |                      |                 |   |                 |                 |       |  |
|  |                      |                 |   |                 | Bronsmatch      |       |  |
|  | 24 augusti 2004      | 24 augusti 2004 |   | 26 augusti 2004 | 26 augusti 2004 |       |  |
|  | Kina                 | 0 (3)           |   | Argentina       | 1               |       |  |
|  | Tyskland (p.s.)      | 0 (4)           |   |                 | Kina            | 0     |  |

## Modern femkamp
| Idrottare        | Gren              | Skytte   | Skytte | Fäktning | Fäktning | Simning  | Simning | Ridning | Ridning | Löpning  | Löpning | Totalpoäng | Placering |
| Idrottare        | Gren              | Resultat | Poäng  | Resultat | Poäng    | Resultat | Poäng   | Straff  | Poäng   | Resultat | Poäng   | Totalpoäng | Placering |
| ---------------- | ----------------- | -------- | ------ | -------- | -------- | -------- | ------- | ------- | ------- | -------- | ------- | ---------- | --------- |
| Steffen Gebhardt | Herrarnas tävling | 183      | 1132   | 13-18    | 748      | 2:12,84  | 1208    | 112     | 1088    | 10:08,81 | 968     | 5144       | 17        |
| Eric Walther     | Herrarnas tävling | 168      | 952    | 16-15    | 832      | 2:02,03  | 1336    | 84      | 1116    | 9:39,36  | 1084    | 5320       | 7         |
| Kim Raisner      | Damernas tävling  | 178      | 1072   | 16-15    | 832      | 2:18,16  | 1264    | 84      | 1116    | 11:13,21 | 1028    | 5312       | 5         |

## Ridsport

### Dressyr
| Idrottare                                                   | Häst            | Gren                 | Grand Prix | Grand Prix | Grand Prix Special | Grand Prix Special | Grand Prix Fristil | Grand Prix Fristil | Totalt           | Totalt           |
| Idrottare                                                   | Häst            | Gren                 | Poäng      | Placering  | Poäng              | Placering          | Poäng              | Placering          | Poäng            | Placering        |
| ----------------------------------------------------------- | --------------- | -------------------- | ---------- | ---------- | ------------------ | ------------------ | ------------------ | ------------------ | ---------------- | ---------------- |
| Heike Kemmer                                                | Bonaparte       | Individuell dressyr  | 71,292     | =10        | Gick inte vidare   | Gick inte vidare   | Gick inte vidare   | Gick inte vidare   | Gick inte vidare | Gick inte vidare |
| Ulla Salzgeber                                              | Rusty           | Individuell dressyr  | 78,208     | 1 Q        | 74,840             | 3 Q                | 83,450             | 2                  | 78,833           | 2                |
| Martin Schaudt                                              | Weltall         | Individuell dressyr  | 73,417     | 4 Q        | 70,600             | 14 Q               | 64,950             | 15                 | 69,656           | 15               |
| Hubertus Schmidt                                            | Wansuela Suerte | Individuell dressyr  | 72,330     | 8 Q        | 73,440             | 7 Q                | 78,875             | 5                  | 74,883           | 5                |
| Heike Kemmer Ulla Salzgeber Martin Schaudt Hubertus Schmidt | Se ovan         | Lagtävling i dressyr | i.u.       | i.u.       | i.u.               | i.u.               | i.u.               | i.u.               | 74,563           | 1                |

### Fälttävlan
| Ryttare                                                                  | Häst              | Gren                    | Dressyr | Dressyr   | Terräng | Terräng | Terräng   | Hoppning | Hoppning | Hoppning  | Hoppning         | Hoppning         | Hoppning         | Totalt           | Totalt           |
| Ryttare                                                                  | Häst              | Gren                    | Dressyr | Dressyr   | Terräng | Terräng | Terräng   | Kval     | Kval     | Kval      | Final            | Final            | Final            | Totalt           | Totalt           |
| Ryttare                                                                  | Häst              | Gren                    | Straff  | Placering | Straff  | Totalt  | Placering | Straff   | Totalt   | Placering | Straff           | Totalt           | Placering        | Straff           | Placering        |
| ------------------------------------------------------------------------ | ----------------- | ----------------------- | ------- | --------- | ------- | ------- | --------- | -------- | -------- | --------- | ---------------- | ---------------- | ---------------- | ---------------- | ---------------- |
| Andreas Dibowski                                                         | Little Lemon      | Individuell fälttävlan  | 45,40 # | 19        | 3,60 #  | 49,00 # | 21        | 4,00     | 53,00    | 13 Q      | 10,00            | 63,00            | 14               | 63,00            | 14               |
| Bettina Hoy                                                              | Ringwood Cockatoo | Individuell fälttävlan  | 32,00   | =3        | 3,60 #  | 35,60   | 2         | 14,00 #  | 49,60    | 8 Q       | 6,00             | 55,60            | 9                | 55,60            | 9                |
| Ingrid Klimke                                                            | Sleep Late        | Individuell fälttävlan  | 41,00   | 9         | 0,00    | 41,00   | 6         | Gav upp  | Gav upp  | Gav upp   | Gick inte vidare | Gick inte vidare | Gick inte vidare | Gick inte vidare | Gick inte vidare |
| Frank Ostholt                                                            | Air Jordan        | Individuell fälttävlan  | 41,40   | 10        | 1,60    | 43,00   | 9         | 11,00    | 54,00 #  | 14        | Gick inte vidare | Gick inte vidare | Gick inte vidare | 54,00            | 14               |
| Hinrich Romeike                                                          | Marius            | Individuell fälttävlan  | 44,40 # | 15        | 0,80    | 45,20 # | 13        | 0,00     | 45,20    | 5 Q       | 6,00             | 51,20            | 5                | 51,20            | 5                |
| Andreas Dibowski Bettina Hoy Ingrid Klimke Frank Ostholt Hinrich Romeike | See above         | Lagtävling i fälttävlan | 114,40  | 3         | 2,40    | 119,60  | 6         | 15,00    | 147,80   | 6         | i.u.             | i.u.             | i.u.             | 147,80           | 4                |

### Hoppning
| Ryttare                                                      | Häst         | Gren                  | Kval     | Kval      | Kval     | Kval     | Kval      | Kval     | Kval     | Kval      | Final            | Final            | Final            | Final            | Final            | Totalt           | Totalt           |
| Ryttare                                                      | Häst         | Gren                  | Omgång 1 | Omgång 1  | Omgång 2 | Omgång 2 | Omgång 2  | Omgång 3 | Omgång 3 | Omgång 3  | Omgång A         | Omgång A         | Omgång B         | Omgång B         | Omgång B         | Totalt           | Totalt           |
| Ryttare                                                      | Häst         | Gren                  | Straff   | Placering | Straff   | Totalt   | Placering | Straff   | Totalt   | Placering | Straff           | Placering        | Straff           | Totalt           | Placering        | Straff           | Placering        |
| ------------------------------------------------------------ | ------------ | --------------------- | -------- | --------- | -------- | -------- | --------- | -------- | -------- | --------- | ---------------- | ---------------- | ---------------- | ---------------- | ---------------- | ---------------- | ---------------- |
| Christian Ahlmann                                            | Cöster       | Individuell hoppning  | 4        | =19       | 4        | 8        | =16 Q     | 8        | 16       | =19       | Gick inte vidare | Gick inte vidare | Gick inte vidare | Gick inte vidare | Gick inte vidare | Gick inte vidare | Gick inte vidare |
| Otto Becker                                                  | Dobels Cento | Individuell hoppning  | 1        | =11       | 5        | 6        | =13 Q     | 4        | 10       | =10 Q     | 8                | =12 Q            | 13               | 21               | =19              | 21               | =19              |
| Ludger Beerbaum                                              | Goldfever    | Individuell hoppning  | 1        | =11       | 0        | 1        | =2 Q      | 0        | 1        | 2 Q       | 8                | =12 Q            | 12               | 20               | =16              | 20               | DSQ              |
| Marco Kutscher                                               | Montender    | Individuell hoppning  | 8        | =47       | 0        | 8        | =16 Q     | 0        | 8        | =5 Q      | 4                | =4 Q             | 5                | 9                | 3                | 9                | 3                |
| Christian Ahlmann Otto Becker Ludger Beerbaum Marco Kutscher | Se ovan      | Lagtävling i hoppning | i.u.     | i.u.      | i.u.     | i.u.     | i.u.      | i.u.     | i.u.     | i.u.      | 9                | 1 Q              | 12               | 21               | 3                | 21               | 3                |

## Rodd
Herrar
| Idrottare | Gren                        | Heat    | Heat      | Återkval | Återkval  | Semifinal | Semifinal | Final   | Final     | Final |
| Idrottare | Gren                        | Tid     | Placering | Tid      | Placering | Tid       | Placering | Tid     | Placering |       |
| --- | --------------------------- | ------- | --------- | -------- | --------- | --------- | --------- | ------- | --------- | ----- |
| Marcel Hacker | Single sculls               | 7:17,55 | 1 SA/B/C  | BYE      | BYE       | 6:55,98   | 3 FB      | 6:47,26 | 7         |       |
| Jan Herzog Tobias Kühne | Tvåa utan styrman           | 7:14,16 | 4 R       | 6:28,40  | 1 SA/B    | 6:25,47   | 1 FA      | 6:46,50 | 6         |       |
| Rene Bertram Christian Schreiber | Dubbelsculler               | 6:58,22 | 4 R       | 6:16,94  | 3 SA/B    | 6:20,70   | 5 FB      | 6:14,97 | 9         |       |
| Manuel Brehmer Ingo Euler | Lättvikts-dubbelsculler     | 6:25,22 | 3 R       | 6:21,57  | 3 SC/D    | 6:23,22   | 1 FC      | 6:45,62 | 13        |       |
| Bernd Heidicker Philipp Stüer Sebastian Thormann Jochen Urban                                                                                    | Fyra utan styrman           | 6:33,14 | 3 SA/B    | BYE      | BYE       | 5:54,45   | 4 FB      | 5:48,52 | 7         |       |
| Marco Geisler Robert Sens Stephan Volkert André Willms                                                                                           | Scullerfyra                 | 5:43,17 | 1 SA/B    | BYE      | BYE       | 5:42,85   | 2 FA      | 6:07,04 | 5         |       |
| Andreas Bech Stefan Locher Martin Müller-Fackle Axel Schuster                                                                                    | Lättvikts-fyra utan styrman | 5:52,68 | 3 SA/B    | BYE      | BYE       | 6:03,08   | 5 FB      | 6:23,28 | 11        |       |
| Jan-Martin Bröer Jörg Dießner Thorsten Engelmann Stephan Koltzk Michael Ruhe Sebastian Schulte Enrico Schnabel Ulf Siemes Peter Thiede (styrman) | Åtta med styrman            | 5:27,72 | 3 R       | 5:33,07  | 2 FA      | i.u.      | i.u.      | 5:49,43 | 4         |       |

Damer
| Idrottare | Gren                    | Heat    | Heat      | Återkval | Återkval  | Semifinal | Semifinal | Final   | Final     | Final |
| Idrottare | Gren                    | Tid     | Placering | Tid      | Placering | Tid       | Placering | Tid     | Placering |       |
| --- | ----------------------- | ------- | --------- | -------- | --------- | --------- | --------- | ------- | --------- | ----- |
| Katrin Rutschow-Stomporowski | Singelsculler           | 7:35,20 | 1 SA/B    | BYE      | BYE       | 7:30,82   | 1 FA      | 7:18,12 | 1         |       |
| Maren Derlien Sandra Goldbach | Tvåa utan styrman       | 7:44,00 | 3 R       | 7:11,30  | 2 FA      | i.u.      | i.u.      | 7:20,20 | 6         |       |
| Britta Oppelt Peggy Waleska | Dubbelsculler           | 7:28,89 | 1 FA      | BYE      | BYE       | i.u.      | i.u.      | 7:02,78 | 2         |       |
| Claudia Blasberg Daniela Reimer | Lättvikts-dubbelsculler | 6:52,47 | 1 SA/B    | BYE      | BYE       | 6:53,43   | 3 FA      | 6:57,33 | 2         |       |
| Kathrin Boron Kerstin El Qalqili Meike Evers Manuela Lutze                                                                           | Scullerfyra             | 6:16,49 | 1 FA      | BYE      | BYE       | i.u.      | i.u.      | 6:29,29 | 1         |       |
| Silke Günther Elke Hipler Britta Holthaus Anja Pyritz Annina Ruppel (cox) Susanne Schmidt Maja Tucholke Nicole Zimmermann Lenka Wech | Åtta med styrman        | 5:59,75 | 3 R       | 6:06,86  | 2 FA      | i.u.      | i.u.      | 6:21,99 | 5         |       |

## Segling
Herrar
| Seglare                        | Gren      | Lopp | Lopp | Lopp | Lopp | Lopp | Lopp | Lopp | Lopp | Lopp | Lopp | Lopp | Summerad poäng | Finalplacering |
| Seglare                        | Gren      | 1    | 2    | 3    | 4    | 5    | 6    | 7    | 8    | 9    | 10   | M*   | Summerad poäng | Finalplacering |
| ------------------------------ | --------- | ---- | ---- | ---- | ---- | ---- | ---- | ---- | ---- | ---- | ---- | ---- | -------------- | -------------- |
| Toni Wilhelm                   | Mistral   | 27   | 26   | 25   | 29   | 17   | 31   | 29   | OCS  | 20   | 21   | OCS  | 260            | 30             |
| Michael Fellmann               | Finnjolle | 14   | 11   | 12   | 2    | 9    | 17   | 19   | 19   | 25   | 21   | 3    | 127            | 17             |
| Felix Krabbe Lucas Zellmer     | 470       | 17   | 16   | 10   | 11   | 5    | 19   | 10   | 23   | 8    | 11   | 7    | 114            | 11             |
| Alexander Hagen Jochen Wolfram | Starbåt   | 6    | 17   | 13   | 8    | 15   | 11   | 7    | 13   | 13   | 12   | 12   | 110            | 16             |

M = Medaljlopp; EL = Eliminerad – gick inte vidare till medaljloppet;
Damer
| Seglare                                       | Gren        | Lopp | Lopp | Lopp | Lopp | Lopp | Lopp | Lopp | Lopp | Lopp | Lopp | Lopp | Summerad poäng | Finalplacering |
| Seglare                                       | Gren        | 1    | 2    | 3    | 4    | 5    | 6    | 7    | 8    | 9    | 10   | M*   | Summerad poäng | Finalplacering |
| --------------------------------------------- | ----------- | ---- | ---- | ---- | ---- | ---- | ---- | ---- | ---- | ---- | ---- | ---- | -------------- | -------------- |
| Amelie Lux                                    | Mistral     | 18   | 17   | 15   | 8    | 8    | 9    | 10   | 2    | 6    | 6    | 6    | 87             | 7              |
| Petra Niemann                                 | Europajolle | 12   | 8    | 10   | 10   | 7    | 10   | 8    | 5    | 13   | 16   | 13   | 96             | 10             |
| Monika Leu Stefanie Rothweiler                | 470         | 13   | 15   | 8    | 1    | 18   | 4    | 11   | 10   | 20   | 15   | 14   | 109            | 15             |
| Anna Höll Veronika Lochbrunner Kristin Wagner | Yngling     | 9    | 8    | 2    | 12   | 1    | 7    | 15   | 5    | 11   | 13   | 8    | 76             | 6              |

M = Medaljlopp; EL = Eliminerad – gick inte vidare till medaljloppet;
Öppen
| Seglare                         | Gren    | Lopp | Lopp | Lopp | Lopp | Lopp | Lopp | Lopp | Lopp | Lopp | Lopp | Lopp | Lopp | Lopp | Lopp | Lopp | Lopp | Summerad poäng | Finalplacering |
| Seglare                         | Gren    | 1    | 2    | 3    | 4    | 5    | 6    | 7    | 8    | 9    | 10   | 11   | 12   | 13   | 14   | 15   | M*   | Summerad poäng | Finalplacering |
| ------------------------------- | ------- | ---- | ---- | ---- | ---- | ---- | ---- | ---- | ---- | ---- | ---- | ---- | ---- | ---- | ---- | ---- | ---- | -------------- | -------------- |
| Marcus Baur Max Groy            | 49er    | 9    | 2    | 1    | 8    | 14   | 16   | 15   | 11   | 16   | 2    | 12   | 6    | 5    | 14   | 20   | 1    | 116            | 9              |
| Roland Gäbler Gunnar Struckmann | Tornado | 6    | 8    | 15   | 3    | 13   | 10   | 13   | 9    | 10   | 11   | i.u. | i.u. | i.u. | i.u. | i.u. | 11   | 94             | 11             |

M = Medaljlopp; EL = Eliminerad – gick inte vidare till medaljloppet;

## Simhopp
Herrar
| Idrottare                        | Gren            | Kval   | Kval      | Semifinal        | Semifinal        | Final            | Final            |
| Idrottare                        | Gren            | Poäng  | Placering | Poäng            | Placering        | Poäng            | Placering        |
| -------------------------------- | --------------- | ------ | --------- | ---------------- | ---------------- | ---------------- | ---------------- |
| Tobias Schellenberg              | 3 m             | 371,85 | 27        | Gick inte vidare | Gick inte vidare | Gick inte vidare | Gick inte vidare |
| Andreas Wels                     | 3 m             | 378,93 | 23        | Gick inte vidare | Gick inte vidare | Gick inte vidare | Gick inte vidare |
| Tony Adam                        | 10 m            | 411,30 | 18 Q      | 589,65           | 18               | Gick inte vidare | Gick inte vidare |
| Heiko Meyer                      | 10 m            | 440,85 | 9 Q       | 625,20           | 10 Q             | 646,56           | 7                |
| Tobias Schellenberg Andreas Wels | 3 m parhoppning | i.u.   | i.u.      | i.u.             | i.u.             | 350,01           | 2                |

Damer
| Idrottare                      | Gren             | Kval   | Kval      | Semifinal        | Semifinal        | Final            | Final            |
| Idrottare                      | Gren             | Poäng  | Placering | Poäng            | Placering        | Poäng            | Placering        |
| ------------------------------ | ---------------- | ------ | --------- | ---------------- | ---------------- | ---------------- | ---------------- |
| Heike Fischer                  | 3 m              | 199,71 | 31        | Gick inte vidare | Gick inte vidare | Gick inte vidare | Gick inte vidare |
| Ditte Kotzian                  | 3 m              | 299,50 | 11 Q      | 516,60           | 10 Q             | 509,52           | 11               |
| Annett Gamm                    | 10 m             | 301,86 | 18 Q      | 478,20           | 14               | Gick inte vidare | Gick inte vidare |
| Christin Steuer                | 10 m             | 256,77 | 28        | Gick inte vidare | Gick inte vidare | Gick inte vidare | Gick inte vidare |
| Ditte Kotzian Conny Schmalfuss | 3 m parhoppning  | i.u.   | i.u.      | i.u.             | i.u.             | 279,69           | 6                |
| Annett Gamm Nora Subschinski   | 10 m parhoppning | i.u.   | i.u.      | i.u.             | i.u.             | 303,30           | 6                |

## Tennis
| Spelare                         | Gren       | Omgång 1                                | Omgång 2                              | Åttondelsfinaler                           | Kvartsfinaler                      | Semifinaler                      | Final / BM                                            | Final / BM       |
| Spelare                         | Gren       | Motståndare Poäng                       | Motståndare Poäng                     | Motståndare Poäng                          | Motståndare Poäng                  | Motståndare Poäng                | Motståndare Poäng                                     | Placering        |
| ------------------------------- | ---------- | --------------------------------------- | ------------------------------------- | ------------------------------------------ | ---------------------------------- | -------------------------------- | ----------------------------------------------------- | ---------------- |
| Tommy Haas                      | Herrsingel | Ančić (CRO) W 6–1, 7–5                  | Roddick (USA) L 6–4, 3–6, 7–9         | Gick inte vidare                           | Gick inte vidare                   | Gick inte vidare                 | Gick inte vidare                                      | Gick inte vidare |
| Nicolas Kiefer                  | Herrsingel | Volttjkov (BLR) W 6–2, 6–4              | Baghdatis (CYP) W 6–2, 3–6, 6–3       | Jouzjnj (RUS) L 3–6, 6–2, 2–6              | Gick inte vidare                   | Gick inte vidare                 | Gick inte vidare                                      | Gick inte vidare |
| Florian Mayer                   | Herrsingel | Berdych (CZE) L 3–6, 5–7                | Gick inte vidare                      | Gick inte vidare                           | Gick inte vidare                   | Gick inte vidare                 | Gick inte vidare                                      | Gick inte vidare |
| Rainer Schüttler                | Herrsingel | Andreev (RUS) L 7–6(7–5), 6–7(2–7), 2–6 | Gick inte vidare                      | Gick inte vidare                           | Gick inte vidare                   | Gick inte vidare                 | Gick inte vidare                                      | Gick inte vidare |
| Nicolas Kiefer Rainer Schüttler | Herrdubbel | i.u.                                    | Hănescu / Pavel (ROM) W 7–5, 7–6(7–3) | Arthurs / Woodbridge (AUS) W 7–6(7–3), 6–3 | Erlich / Ram (ISR) W 2–6, 6–2, 6–2 | Bhupathi / Paes (IND) W 6–2, 6–3 | González / Massú (CHI) L 2–6, 6–4, 6–3, 6–7(7–9), 4–6 | 2                |

## Triathlon
| Triathlet        | Gren                | Simning (1.5 km) | Trans 1 | Cykling (40 km) | Trans 2 | Löpning (10 km) | Total tid  | Placering |
| ---------------- | ------------------- | ---------------- | ------- | --------------- | ------- | --------------- | ---------- | --------- |
| Sebastian Dehmer | Herrarnas triathlon | 18:23            | 0:17    | 1:05:31         | 0:20    | 33:08           | 1:57:02,88 | 26        |
| Maik Petzold     | Herrarnas triathlon | 18:17            | 0:18    | 1:02:36         | 0:20    | 33:57           | 1:54:50,92 | 19        |
| Andreas Raelert  | Herrarnas triathlon | 18:07            | 0:17    | 1:01:40         | 0:18    | 32:48           | 1:52:35,62 | 6         |
| Anja Dittmer     | Damernas triathlon  | 19:41            | 0:25    | 1:10:46         | 0:24    | 36:58           | 2:07:25,07 | 11        |
| Joelle Franzmann | Damernas triathlon  | 18:55            | 0:18    | 1:11:33         | 0:24    | 37:50           | 2:08:18,33 | 16        |